# Abnaki-Klasse
Die Abnaki-Klasse war eine Schiffsklasse von hochseetüchtigen Schleppern der United States Navy. Die 33 Schiffe der Klasse wurden als Weiterentwicklung der Navajo-Klasse zwischen Dezember 1942 und August 1945 gebaut und blieben bis in die 1970er Jahre in Dienst.

## Geschichte
Die Abnaki-Klasse wurde im Sommer 1942 in Auftrag gegeben, der Bau der ersten Einheiten begann im Juli. Zwischen Dezember 1942 und August 1945 wurden die 33 Einheiten fertiggestellt, 21 durch Charleston Shipbuilding and Dry Dock Co in Charleston, South Carolina, und zwölf durch United Engineering & Drydock Co, verteilt auf die beiden Werften in Alameda (9) und San Francisco (3). Die Schiffe nahmen bei der US-Marine während des Zweiten Weltkriegs an nahezu allen größeren Operationen teil, auch während des Korea- und Vietnamkrieg standen sie noch im Einsatz. Zwei Schiffe gingen verloren, die USS Wateree sank am 9. Oktober 1945 in einem Taifun vor Okinawa, die USS Sarsi lief am 27. August 1952 vor der Küste Koreas auf eine Mine.
Nach dem Ende ihrer Dienstzeit wurden 20 Schlepper verkauft, vier gingen an Taiwan, jeweils drei an Mexiko und Venezuela und jeweils zwei an Argentinien, Chile, Ecuador und Kolumbien. Zwei Schlepper wurden an zivile Betreiber verkauft.

## Technik
Die 62,5 Meter langen und 11,7 Meter breiten Schlepper hatten einen Tiefgang von 4,7 Metern und eine Leerverdrängung von 1205 ts. Die Einsatzverdrängung betrug 1645 bis 1675 Standardtonnen. Angetrieben wurden die Schiffe durch einen dieselelektrischen Antrieb, der eine einzelne 3,9 Meter messende Schraube antrieb. Vier General-Motors-12-278A-Dieselmotoren mit jeweils 1200 PS Leistung trieben jeweils einen eigenen Generator an, die Strom für drei hintereinander geschaltete Elektromotoren mit insgesamt 3000 PS Leistung lieferten. Die Höchstgeschwindigkeit betrug zwischen 16 und 17 Knoten, die Reichweite mit den 300 Tonnen Brennstoff an Bord lag je nach Geschwindigkeit zwischen 6500 und 15000 Seemeilen.
Die Besatzung bestand ursprünglich aus acht Offizieren und bis zu 68 Mannschafts- und Unteroffiziersdienstgraden, die Stärke wurde später aber aus Kostengründen reduziert. Die Schiffe, die gegen Ende ihrer Dienstzeit unter dem Kommando des Military Sealift Commands fuhren, hatten eine Besatzung aus 28 zivilen Seeleuten und sechs Marinefunkern.
In Kriegszeiten fuhren die Schlepper bewaffnet, vor der Brücke befand sich ein einzelnes 3-Zoll-Geschütz, zudem waren zwei 40-mm-Zwillingsgeschütze und zwei 20-mm-Oerlikon-Maschinenkanonen an Bord untergebracht.